# Empire latin de Constantinople
Pour les articles homonymes, voir Empire latin.
 (janvier 2019).
Si vous disposez d'ouvrages ou d'articles de référence ou si vous connaissez des sites web de qualité traitant du thème abordé ici, merci de compléter l'article en donnant les références utiles à sa vérifiabilité et en les liant à la section « Notes et références ».
1204–1261
Entités précédentes :
- Empire byzantin

Entités suivantes :
- Empire byzantin

L'empire latin de Constantinople ou empire latin d'Orient est un État fondé en avril 1204 sur le territoire de l'Empire byzantin à la suite de la quatrième croisade et la chute de Constantinople aux mains des croisés latins. Opposé à l'empire de Nicée et à l'empire de Trébizonde, l'empire latin de Constantinople se maintient jusqu'à la reconquête de la ville par l'empereur Michel Paléologue, restaurateur de l'Empire byzantin, en 1261.

## Détournement de la croisade
En 1198, le pape Innocent III appelle à la croisade. Les croisés concluent un traité avec les Vénitiens, prévoyant le transport et le ravitaillement de l'armée contre 85 000 marcs d’argent et la moitié du butin.
Au printemps 1202, l'expédition ne compte que le tiers des participants prévus et verse seulement 50 000 marcs aux Vénitiens. Un moratoire est accordé à condition que les croisés aident Venise à reprendre le port dalmate de Zara au roi de Hongrie. La prise de cette ville chrétienne (novembre 1202) suscite des protestations dans l’armée. Le pape excommunie Vénitiens et croisés, mais lève aussitôt la peine pour ces derniers. Pendant l’hivernage, le jeune prince byzantin Alexis Ange arrive à Zara et demande aux croisés de rétablir sur le trône impérial son père Isaac II, renversé par Alexis III Ange en 1195. En échange de cette aide, il promet des versements élevés, la contribution des Byzantins à la croisade et l’union des Églises. Malgré l’opposition d’une partie de l’armée et du légat pontifical, l'assemblée des croisés se rallie aux propositions du prétendant.
Le 24 juin 1203, la croisade met le siège devant Constantinople. Le 17 juillet, un premier assaut de la capitale provoque la fuite d’Alexis III. Rétabli, Isaac II doit associer son fils Alexis au pouvoir. Incapables de tenir les promesses faites aux croisés de plus en plus impatients, et tandis que la population grecque leur est de plus en plus hostile, ils sont renversés par une émeute populaire qui, en janvier 1204, porte au pouvoir Alexis V Doukas, hostile aux Latins.
En mars 1204, un traité conclu entre le doge de Venise Enrico Dandolo et les croisés, le Partitio terrarum imperii Romaniae, décide par avance le partage de l’Empire byzantin. Constantinople est prise et livrée au pillage les 12 et 13 avril. La population grecque est massacrée, les églises et les monastères profanés. La ville, pillée et en partie brûlée, est désertée par sa population qui la délaisse jusqu’en 1261. Le pape Innocent III accepte d’abord le fait accompli, justifié par les promesses d’union des Églises et l’aide de l’empire latin à Jérusalem, avant de parler de détournement de la croisade et d'en accuser les Vénitiens.

## L'empire latin de Constantinople

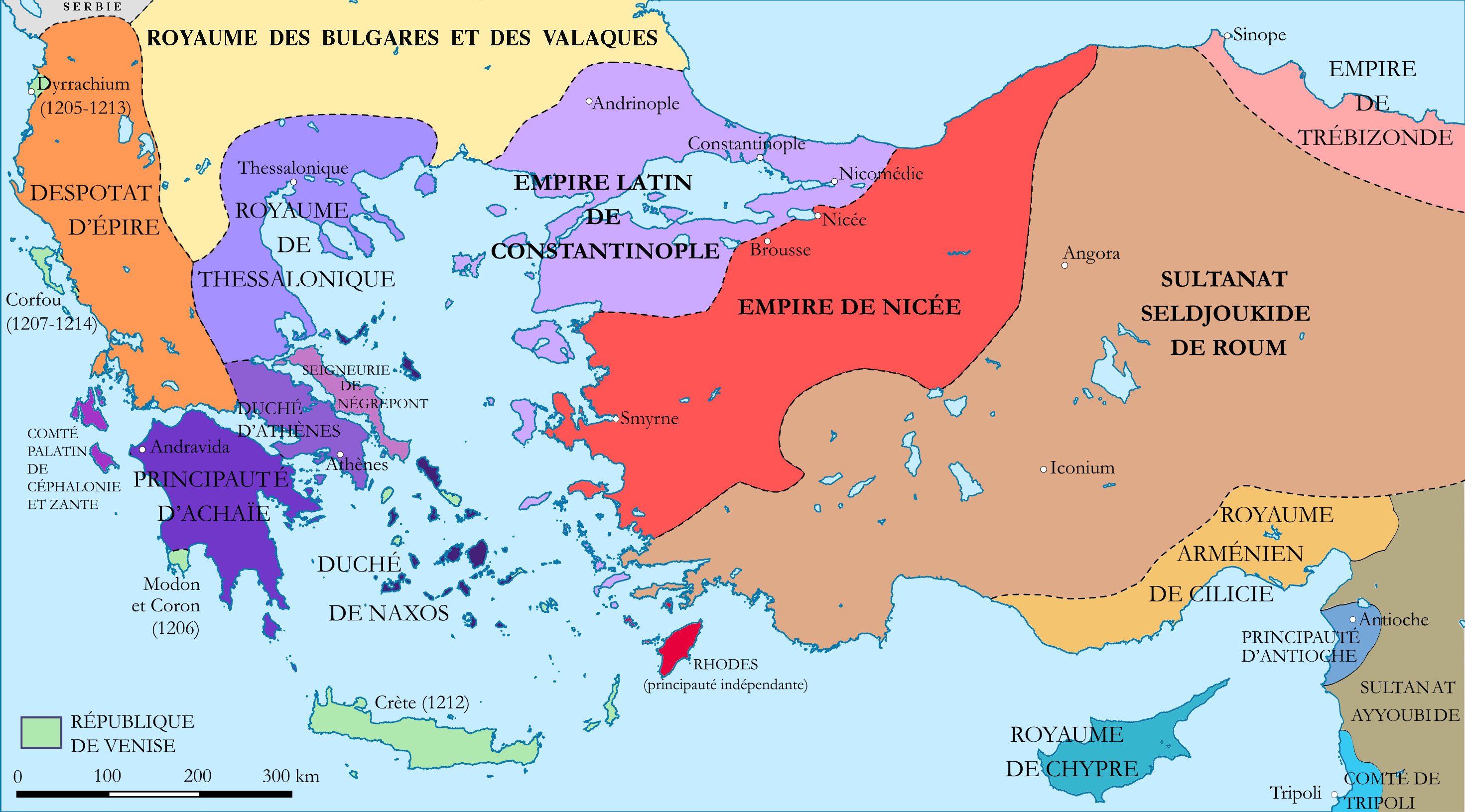
Balkans et Proche-Orient après 1204 : empire latin de Constantinople et vassaux en mauve, avec ses vassaux, et sultanat de Roum.

Le choix du nouvel empereur est confié à une commission de douze membres, six Vénitiens et six Francs. Deux chefs francs convoitent le titre impérial : Boniface de Montferrat et Baudouin IX de Flandre. Sur les six hommes d'Église choisis pour représenter les Francs, un seul est partisan de Boniface de Montferrat, tandis que la plupart des barons soutiennent la candidature de Baudouin de Flandre.
Préféré à Boniface de Montferrat, Baudouin de Flandre est élu empereur sous le nom de Baudouin Ier le 16 mai 1204 par les douze électeurs.
Si l'empire latin de Constantinople se prétend être la continuation de l'Empire byzantin, il ne présente en réalité que peu de similitudes avec ce dernier, limitées à la reprise de quelques coutumes byzantines et à quelques formes du cérémonial byzantin. L'Empire latin est bâti sur le modèle d'un Etat féodal, rompant avec les traditions grecques.

### Morcellement de l'Empire byzantin
Au lieu de créer un Etat unique rassemblant les anciennes régions byzantines conquises, les territoires occupés par les Latins sont, du fait de l'appétit égoïste et des ambitions des différents participants à la Croisade, partagés entre les différents vainqueurs qui y créent un ensemble d'Etats.
Ainsi, la partitio reprend les termes du traité de 1202 sur le partage pour moitié entre les croisés et les Vénitiens des conquêtes effectuées. Les croisés doivent concéder à Venise « un quart et demi » des terres byzantines, les trois cinquièmes de la ville, le patriarcat et de nouveaux privilèges commerciaux, les ports de Coron et Modon, la Crète, l'île de Négrepont, entre autres, permettant à Venise de se constituer un empire commercial destiné à assurer ses intérêts commerciaux.
L’empire latin de Constantinople obtient le quart des terres et s'étend à Constantinople, la Thrace et le nord-ouest de l’Asie mineure ; les Vénitiens reçoivent les territoires qui s'étendent au sud d'Andrinople, jusqu'à la mer de Marmara. D'autres États "latins" sont constitués :
- le royaume de Thessalonique, conquis par Boniface de Montferrat et qui s'étend sur la Macédoine et la Thessalie. En 1227, à la mort de Démétrios de Montferrat, le royaume passe à l'empereur Frédéric II de Hohenstauffen ;
- le duché d'Athènes, dont la capitale est fixée à Thèbes, octroyé à Othon de la Roche, et qui devient la terre d'accueil pour les Latins, qui supplantent les aristocrates grecs. En 1208, le pape Innocent III y fonde l'archevêché d'Athènes ;
- le duché de Naxos, que se constitue le Vénitien Marco Sanudo, neveu du doge Enrico Dandolo, regroupant toutes les îles de l'archipel des Cyclades ;
- la principauté d'Achaïe ou de Morée, gouvernée par Geoffroi Ier de Villehardouin et partagée en douze baronnies, y compris les terres données aux Hospitaliers, aux Templiers et à l'archevêque de Patras. La féodalité de Morée conserve les mœurs et coutumes des pays d'origine : Champagne, Picardie ou Bourgogne.

Même s'ils sont liés entre eux par des liens de vassalité et que l'Empire latin est -formellement au moins- censé être le point de référence de tous ces Etats, il n'y aura en réalité aucune intégration politique commune, ce qui conduira à une très forte rivalité entre les différents dirigeants.
Certains hauts barons n'obtiennent cependant que des fiefs situés en Asie, que Baudouin leur cède sur sa part, constituées de territoires alors à conquérir : Henri de Flandre obtient ainsi le « royaume d'Andremite », Pierre de Bracheux le « royaume de Konya », Louis de Blois se voit attribuer le duché de Nicée tandis que Rénier de Trit reçoit le « duché de Philippopoli ».

### Non-viabilité de l'Empire latin
Dès le début de son existence, l'Empire latin de Constantinople est une entité dont la viabilité est fortement menacée, tant d'un point de vue géographique, politique, qu'économique.
- D'un point de vue géographique, le morcellement des anciens territoires byzantins conquis entre l'Empire latin et tous ses Etats vassaux conduit à de fortes rivalités qui l'affaiblissent. De plus, il est imbriqué entre ses ennemis Grecs (l'Empire de Nicée notamment) et les Bulgares. L'Empire latin ne disposant ni de capacités militaires pour se défendre, ni des finances nécessaires pour recruter des mercenaires, son territoire est  progressivement conquis par ses voisins ; L'autorité de ses agents se limite rapidement à la ville de Constantinople et à ses alentours immédiats[2].

- D'un point de vue politique, l'Empire latin ne parvient pas à mobiliser pour sa défense les pays puissants d'Europe de l'ouest qui pourraient lui venir en aide[3]. En outre, les dirigeants de l'Empire latin ne parviennent pas à faire accepter leur domination à la population grecque demeurée sur son territoire, qui les déteste et ne leur reconnaît aucune légitimité[2]. Les dirigeants latins en imposant aux paysans grecs le servage féodal créent contre leur politique une sourde opposition ; en effet, le servage n'existait pas auparavant. Par ailleurs, les Latins n'admettent aucun Grec pour occuper de poste important dans l'administration, à l'exception de quelques latinophiles comme Théodore Branas[4].

- D'un point de vue économique, la structure économique de l'Empire latin n'est pas viable, et ce depuis sa fondation. Pour financer leurs campagnes militaires, notamment contre les Bulgares, les dirigeants de l'Empire s'endettent, conduisant les finances impériales au bord du gouffre. La situation économique catastrophique de l'Empire est connue dans toute l'Europe, ce qui conduit les dirigeants de l'Empire à massivement vendre ou à gager des reliques, dont la couronne d'épines, gagée auprès des Vénitiens par Baudouin II.

### Règne de Baudouin de Flandre
Sous l'influence de Baudouin et des Francs, la civilisation latine est introduite dans tous les territoires formant l'empire latin de Constantinople, par l'application des coutumes féodales et des cours d'Occident.
L'histoire de l'empire latin de Constantinople est rythmée par des expéditions, des sièges et des actions de défense des places fortes en pays insoumis : devant combattre sur tous les fronts, les Francs doivent en outre faire face à l'hostilité des Grecs. Ainsi en février 1205, à la mort d'Hugues de Saint-Pol, les Grecs de sa seigneurie de Didymotique s'allient à Kaloyan, roi des Bulgares. S'ensuit une sanglante défaite, le 14 avril 1205 à Andrinople, au cours de laquelle Baudouin de Flandre disparaît, sans que son corps soit retrouvé.
Quelques semaines plus tard, le doge vénitien Enrico Dandolo meurt à Constantinople, laissant les Vénitiens sans directives quant au choix d'un nouvel empereur. C'est finalement Henri de Hainaut, le frère de Baudouin, qui devient empereur.

### Règne d'Henri de Flandre
De 1206 à 1216, l'empire latin de Constantinople s'affermit sous le gouvernement d'Henri : il conquiert l'Épire et la Macédoine mais échoue également devant les Bulgares, à Andrinople.
Kalojan organise en 1205-1206 le siège puis le massacre de Philippopoli, au cours duquel l'archevêque est massacré, les notables écorchés vifs ou décapités, la ville rasée et réduite en cendres ; il s'empare ensuite d'Arcadiopolis, puis de Visoï, où il massacre toute la population.
Les exactions des Bulgares entraînent en Europe un ralliement aux Latins. Henri de Flandre peut conquérir Le Dimot et, le 20 août 1206, il est couronné empereur à Constantinople. Il repart ensuite en expédition contre les Bulgares.
Au printemps 1207, les Bulgares assiègent Andrinople : également harcelé par les Grecs en Asie, Henri de Flandre parvient tout de même à libérer la ville. Le 8 octobre 1207, Kalojan meurt devant Andrinople, probablement assassiné par l'un de ses hommes.
En novembre 1208, Henri conclut une trêve avec les Bulgares et marie une de ses filles à Slav, un prince bulgare neveu de Kalojan. Il met à profit ces temps de paix pour se concilier ses anciens ennemis, tâchant de s'allier les Grecs, qu'il rappelle à Constantinople et admet à sa cour.
Il parvient également à intéresser l'Occident à l'empire latin de Constantinople.
De 1209 à 1212, il mène la guerre contre les barons de Salonique : ceux-ci, au décès de Boniface de Montferrat, avaient refusé de lui prêter hommage et avaient proclamé pour suzerain Guillaume de Montferrat ; le 2 mai 1210, le royaume de Salonique est déclaré partie intégrante de l'empire latin de Constantinople.
Il mène également la guerre contre les Grecs de Nicée et d'Épire et les Serbes.

## Les Courtenay
En 1216, à la mort sans postérité d'Henri de Flandre, une délégation de barons offre le trône à Pierre II de Courtenay, comte de Tonnerre, d'Auxerre et de Namur et époux de Yolande de Flandre, sœur de Baudouin et de Henri. Couronné à Rome le 9 avril 1217, il jure de maintenir les privilèges des Vénitiens. Il tombe cependant dans une embuscade tendue par des Grecs dans les montagnes d'Albanie et n'atteindra jamais Constantinople : il meurt en prison au cours de l'hiver 1218-1219.
Sa veuve, Yolande de Courtenay, donne naissance à Baudouin II de Courtenay, né en 1217 à Constantinople dans la chambre des porphyrogénètes. L'empire latin de Constantinople est alors confié à Conon de Béthune, qui meurt le 17 décembre 1219 ; il est remplacé par un gouvernement collégial composé de Geoffroy de Merry, Narjot de Toucy et Théodore Branas.
En 1220, Robert de Courtenay, fils de Yolande et de Pierre de Courtenay, est couronné empereur. Son règne est marqué par le renforcement des relations avec les Grecs de Nicée mais, en 1224, la victoire de Jean III Doukas Vatatzès sur les frères Lascaris renforce la menace que les Grecs font peser sur l'empire latin de Constantinople, privé de ses territoires d'Asie et mal gouverné. Au cours de l'hiver 1227, les barons déposent Robert de Courtenay, qui meurt en Morée en janvier 1228.
Baudouin II de Courtenay, alors âgé de 10 ans, est proclamé empereur. En 1229, la couronne est également proposée à Jean de Brienne, ancien roi de Jérusalem. Il devient co-empereur associé à Baudouin II. Réduit à la seule ville de Constantinople, l'empire latin de Constantinople est au bord de la faillite.

## La fin de l'empire latin de Constantinople

L'empire latin de Constantinople en 1230.

Chassés de Constantinople, les Grecs ont constitué trois États indépendants les uns des autres, soustraits à l'empire latin de Constantinople et tenus par des dynastes grecs : l'empire de Nicée, le despotat d'Épire et l'empire de Trébizonde.
Alexis III est emprisonné par son gendre Théodore Ier Lascaris, qui se fait reconnaître empereur à Nicée. Il échoue dans ses efforts militaires et diplomatiques pour reprendre Constantinople, mais maintient vivante dans sa capitale la tradition impériale byzantine.
En 1235, Jean III Doukas Vatatzès, empereur de Nicée, allié aux Bulgares d'Ivan Assen II, assiège sans succès Constantinople, défendue par Jean de Brienne avec l’appui d’une escadre vénitienne.
En dépit de cet échec, il parvient à reconquérir la Thrace et la Macédoine.
Un second siège de Constantinople échoue partiellement en 1260, après la victoire de Michel Paléologue sur Guillaume de Villehardouin à la bataille de Pélagonia, au cours de l'automne 1259.
Le 25 juillet 1261, le général Alexis Strategopoulos entre par surprise dans Constantinople : ayant fui le palais des Blachernes pour se réfugier au palais de Boucoléon, l'empereur latin Baudouin II de Courtenay se retire à Thèbes puis dans les Pouilles, avant de parvenir en France en 1262.